# Клонка Давидова
Клонка Давидова (известна също и само като „Клонката“) е протестантска секта с влияние главно в САЩ.
Създадена е през 1955 г. на основата на реформисткото движение, което възниква в рамките на Църквата на адвентистите от седмия ден през 1930 г. За основател на религиозното реформаторско движение на адвентистите се счита българският имигрант в САЩ Виктор Хутев. Въпреки библейското име на религиозното движение, сред последователите му няма евреи.
Още от създаването си през 1930 г. (1 г. след началото на Голямата депресия и малко преди идването на НСДАП на власт в Германия), реформаторското движение на адвентистите счита, че светът живее във време, когато библейските пророчества за последния и окончателен Страшен съд настъпват и всичко е прелюдия към второто пришествие на Исус Христос.
Името „Клонка Давидова“ става широко известно в света през 1993 г., когато техният религиозен център в парцела земя, закупен от Хутев в близост до град Уейкоу, окръг Макленан, щата Тексас, става заедно с обитателите му жертва на безпрецедентна атака от въоръжени части на ATF, ФБР и националната гвардия на щата Тексас, което води освен до гибелта на водача Дейвид Кореш, но и на още 82 други членове на братството, сред които над 20-ина деца, както и на 4 агенти на ATF.
Споровете кой е виновен за разигралата се трагедия при атаката на планината Кармел, продължават сред американското и световно обществено мнение. Факт е, че дейността на „планината Кармел“ в Уейко влиза в полезрението на американските специални служби още през 1980-те години, но тогава, въпреки всички сигнали и информации към и от тайните служби за някаква конспирация, нищо не се доказва.
След края на Студената война напрежението около дейността на „Клонка Давидова“ ескалира и след най-различни провокации и от 2-те страни се стига до драмата от 19 април 1993 г. Преди това пред Конгреса на САЩ са разпитвани дечица, които „признават“ за сексуални посегателства върху тях от страна на Дейвид Кореш и други членове на сектата и т.н.
Решението за атака върху „планината Кармел“ от страна на правителството на САЩ само затвърждава убеждението у сектантите, че действително настъпва съдният ден и Сатаната (който членовете на клонката отъждествяват с американското правителство) е решил да ги погуби. Ето защо считат, че трябва да се отбраняват до сетен дъх, което единствено и само ескалира напрежението и води да трагичния развой на събитията от пролетта на 1993 г. на „планината Кармел“ в Уейко.